# Maylene and the Sons of Disaster
Maylene and the Sons of Disaster est un groupe de musique américain sudiste de metalcore formé en 2004 à Birmingham, Alabama. En 2005, Maylene and the Sons of Disaster signe à Mono Vs Stereo et commercialisent leur tout premier album. Le nom et le concept du groupe sont basés sur la légende du gang criminel de Ma Barker et de ses fils[source insuffisante].

## Formation

### Membres actuels
- Dallas Taylor - chant
- Chad Huff - guitare
- Bailey Griffith
- Jake Duncan - guitare, chœurs
- Brad Lehmann - basse, chœurs

### Anciens membres
- Josh Cornutt
- Lee Turner
- Scott Collum
- Josh Williams - guitare
- Kelly Scott Nunn
- Roman Haviland
- Matt Clark

## Discographie
• Maylene And The Sons Of Disaster (2005)
• II (2007)
• III (2009)
• IV (2011)